# Vrani Do
Vrani Do (serbiska: Врани До, albanska: Vranidoll) är en ort i Kosovo. Den ligger i den nordöstra delen av landet, 11 km norr om huvudstaden Priština. Vrani Do ligger 578 meter över havet och antalet invånare är 1 053.
Terrängen runt Vrani Do är kuperad österut, men västerut är den platt. Runt Vrani Do är det ganska tätbefolkat, med 222 invånare per kvadratkilometer. Närmaste större samhälle är Priština, 10,5 km söder om Vrani Do. Omgivningarna runt Vrani Do är en mosaik av jordbruksmark och naturlig växtlighet.